# Mehdy Mary
Mehdy Mary (né le 17 mars 1980 à Gonesse) est un entraîneur et ancien joueur Français de basket-ball.

## Biographie
Mary quitte la Suisse en 2013 pour l'ASVEL Lyon-Villeurbanne. Il travaille avec les espoirs jusqu'en 2016.
Il travaille ensuite en tant qu'entraineur des espoirs du Limoges CSP de 2016 à 2018. Il y travaille avec Duško Vujošević, alors entraîneur de l'équipe professionnelle du CSP, connu entre autres pour faire jouer des jeunes joueurs.  À l'été 2018, Mary, qui s'était fait un nom en France en tant qu'entraîneur de jeunes joueurs talentueux, travaille comme entraîneur de l'équipe NBA Jazz de l'Utah et, le même été, est entraîneur adjoint de l'équipe de France U18,  avec laquelle il remporte le bronze au Championnat d'Europe.
Le 2 juillet 2021, Limoges se sépare de Mary, dont le contrat à l'époque avait encore une durée d'un an.

## Palmarès
- Championnat d'Europe U18 2018 (entraineur adjoint)
- Coupe du monde U19 2019 (entraineur adjoint)
- Médaille de bronze au championnat arabe des nations 2023 (entraineur)
- Médaille d'argent au championnat arabe des nations 2025 (entraineur)